# Зелус
Зелос (на старогръцки: Ζῆλος, „съперничество, ревност, завист“) в древногръцката митология е божество на съперничеството, син на титана Палант и богинята Стикс, брат на Нике, Кратос и Биа. Съюзник на Зевс в борбата с титаните. . Той е въплъщение на завистта и съперничество.
Английската дума zeal идва от името на това божество.